# Hoplitis villosa
Hoplitis villosa är en biart som först beskrevs av Schenck 1853.  Hoplitis villosa ingår i släktet gnagbin, och familjen buksamlarbin. Inga underarter finns listade i Catalogue of Life.